# Liste de films français sortis en 2013
Listes de films français
- 2009
- 2010
- 2011
- 2012
- 2013
- 2014
- 2015
- 2016
- 2017

Ci-dessous une liste non exhaustive de films français sortis en 2013.
| Titre                                  | Réalisateur                                | Genre                         | Date de sortie    |
| -------------------------------------- | ------------------------------------------ | ----------------------------- | ----------------- |
| Les Profs                              | Pierre-François Martin-Laval               | Comédie                       | 17 avril 2013     |
| Insaisissables                         | Louis Leterrier                            | Thriller                      | 21 mai 2013       |
| BoOzy’ OS et la Gemme de Cristal (als) | J.K. Arsyn                                 | Aventures animées             | 14 avril 2013     |
| Belle et Sébastien                     | Nicolas Vanier                             | Aventure, drame               | 18 décembre 2013  |
| Les Garçons et Guillaume, à table !    | Guillaume Gallienne                        | Comédie                       | 20 mai 2013       |
| 9 mois ferme                           | Albert Dupontel                            | Comédie                       | 16 octobre 2013   |
| Boule et Bill                          | Alexandre Charlot Franck Magnier           | Comédie                       | 27 février 2013   |
| Jappeloup                              | Christian Duguay                           | Drame                         | 13 mars 2013      |
| Eyjafjallajökull                       | Alexandre Coffre                           | Comédie                       | 2 octobre 2013    |
| Les Gamins                             | Anthony Marciano                           | Comédie                       | 17 avril 2013     |
| Casse-tête chinois                     | Cédric Klapisch                            | Comédie dramatique            | 4 décembre 2013   |
| 20 ans d'écart                         | David Moreau                               | Comédie romantique            | 6 mars 2013       |
| La Cage dorée                          | Ruben Alves                                | Comédie                       | 17 janvier 2013   |
| Alceste à bicyclette                   | Philippe Le Guay                           | Comédie                       | 16 janvier 2013   |
| Vive la France                         | Michaël Youn                               | Comédie                       | 20 février 2013   |
| Möbius                                 | Éric Rochant                               | Espionnage                    | 27 février 2013   |
| Sur le chemin de l'école               | Pascal Plisson                             | Documentaire                  | 25 septembre 2013 |
| Paulette                               | Jérôme Enrico                              | Comédie                       | 16 janvier 2013   |
| La Vie d'Adèle : Chapitres 1 et 2      | Abdellatif Kechiche                        | Comédie dramatique            | 23 mai 2013       |
| 100% cachemire                         | Valérie Lemercier                          | Comédie                       | 11 décembre 2013  |
| 11.6                                   | Philippe Godeau                            | Thriller                      | 3 avril 2013      |
| 12 ans d'âge                           | Frédéric Proust                            | Comédie                       | 26 juin 2013      |
| 16 ans ou presque                      | Tristan Séguéla                            | Comédie                       | 18 décembre 2013  |
| Deux automnes trois hivers             | Sébastien Betbeder                         | Comédie                       | 25 décembre 2013  |
| 3x3D                                   | Jean-Luc Godard Peter Greenaway Edgar Pêra | Comédie dramatique            | 23 mai 2013       |
| Abus de faiblesse                      | Catherine Breillat                         | Drame                         | 6 septembre 2013  |
| Adieu Paris                            | Franziska Buch                             | Drame                         | 11 juillet 2013   |
| Les Sorcières de Zugarramurdi          | Álex de la Iglesia                         | Comédie horrifique            | 27 septembre 2013 |
| À ciel ouvert                          | Mariana Otero                              | Documentaire                  | 18 août 2013      |
| Cadences obstinées                     | Fanny Ardant                               | Drame                         | 17 novembre 2013  |
| L'amour est un crime parfait           | Arnaud et Jean-Marie Larrieu               | Drame                         | 6 septembre 2013  |
| Lulu femme nue                         | Sólveig Anspach                            | Comédie dramatique            | 28 septembre 2013 |
| Une autre vie                          | Emmanuel Mouret                            | Comédie                       | 11 août 2013      |
| Rock the Casbah                        | Laïla Marrakchi                            | Comédie                       | 11 septembre 2013 |
| Passer l'hiver                         | Aurélia Barbet                             | Drame                         | 22 janvier 2013   |
| Afrik'aïoli                            | Christian Philibert                        | Comédie                       | 19 septembre 2013 |
| Moi, moche et méchant 2                | Pierre Coffin Chris Renaud                 | Comédie animée                | 20 juin 2013      |
| L'Inconnu du lac                       | Alain Guiraudie                            | Drame érotique                | 12 juin 2013      |
| Gare du Nord                           | Claire Simon                               | Drame et romance              | 4 septembre 2013  |
| Le Temps de l'aventure                 | Jérôme Bonnell                             | Comédie dramatique et romance | 10 avril 2013     |
| La Jalousie                            | Philippe Garrel                            | Drame                         | 4 décembre 2013   |
| Grand Central                          | Rebecca Zlotowski                          | Drame et romance              | 28 août 2013      |
| La Fille du 14 juillet                 | Antonin Peretjatko                         | Comédie et Road Movie         | 5 juin 2013       |
| La Vénus à la fourrure                 | Roman Polanski                             | Drame et Comédie              | 13 novembre 2013  |
| Pas très normales activités            | Maurice Barthélemy                         | Comédie                       | 30 janvier 2013   |